# Johanna Hodel
Johanna Hodel (* 5. Juli 1910 in Luzern; † 3. November 1993 ebenda; heimatberechtigt ebenda) war eine Schweizer Sozialarbeiterin und Kantonsrätin aus dem Kanton Luzern.

## Leben
Johanna Hodel war eine Tochter von Niklaus Hodel und Elise Felix. Sie war eine Schwester von Robert Hodel, Stadtrat in Luzern. Hodel absolvierte eine kaufmännische Ausbildung. Mit der Arbeit Gastgewerbe-Fürsorge erwarb sie sich das Diplom als Sozialarbeiterin. Daraufhin gründete und leitete sie die Gastgewerbe-Fürsorge. Von 1962 bis 1969 betreute sie ausländische Arbeitnehmer. Ab 1969 bis 1977 gründete und leitete sie ein Fürsorgebüro für Alimenteninkasso und Beratung für Frauen. 
Als Mitglied der liberalen Fraktion von 1971 bis 1978 amtierte Hodel als eine der ersten Luzerner Grossrätinnen. Im Jahr 1975 war sie Alterspräsidentin. Für diverse Zeitschriften schrieb sie Beiträge über Frauenrecht und Frauenfragen. Von 1958 bis 1970 gehörte sie der Strafanstaltskommission der Strafanstalt Sedel in Luzern an und übernahm in den Kantonen Bern und Luzern Schutzaufsichtspatronate für entlassene Strafgefangene.